# Orvosi körömvirág
Az orvosi körömvirág (Calendula officinalis) a fészkesvirágzatúak (Asterales) rendjébe és az őszirózsafélék (Asteraceae) családjába tartozó növényfaj. Egyike a legtöbbféleképpen használt fűszer-, és gyógynövényeknek. Egyéb nevei: gyűrűvirág, kenyérbélvirág.
Dél- és Kelet-Európából származó egyéves növény. A szárazságot jól tűri, a kisebb fagyokat elviseli. A vidéki kertek kedves, sokrétű gyógyhatásáról ismert, de ételek színezésére és kozmetikai szerek alapanyagaként is használt növénye.

## Felhasználása
A magas triénsav-tartalmú zsíros, körömvirágmag-olaj gyorsan száradó festékek előállítására is alkalmas.
A legértékesebb részei a fészekből kiszedett nyelves karima- vagy sugárvirágok. Gyűjtése júniustól júliusig történik.
Virágszirmait rizs, hal, húsleves, krémsajt, joghurt, vaj, omlettek, tejes ételek, édes sütemények fűszerezésére, színezésére használhatjuk. Ételeknek sáfrány színt és enyhén csípős ízt ad.

## Gyógyhatása
Virágának forrázata megkönnyíti az emésztést, fogíny ápolására szájvízként is használják. Virágzata a VIII. Magyar Gyógyszerkönyvben Calendulae flos néven hivatalos drog. 
Kivonatait gyomor- és nyombélfekély kezelésére, külsőleg visszérgyulladásra, rosszul gyógyuló sebek, bőrelváltozások gyógyítására, fehérfolyás elleni öblítők alkotórészeként alkalmazzák. A körömvirág enyhítő és viszketéscsillapító hatásának köszönhetően külsőleg kiegészítő kezeléseknél használatos. Fertőtlenítő és gyulladásgátló, valamint sebgyógyulást elősegítő tulajdonságai miatt bőr-és szájüregi betegségek kezelésére ajánlott. Használják bőrrepedések, kisebb sebek, rovarcsípések és napsugárzás okozta bőrgyulladás esetén is.
Pollenje allergiát okozhat.

### Hatóanyagai
A körömvirág különféle  illóolajakat (mentont, izomentont, karvont, terpinént), karotinoidokat, flavonoidokat, szaponinokat, szabad triterpéneket (faradiolt, taraxaszterolt), poliszacharidokat tartalmaz.

## A faj az irodalomban
- Részben a körömvirágról szól Móra Ferenc Mi tetszett a legjobban? című írása (megjelent a Túl a Palánkon című kötetben).

## Képek

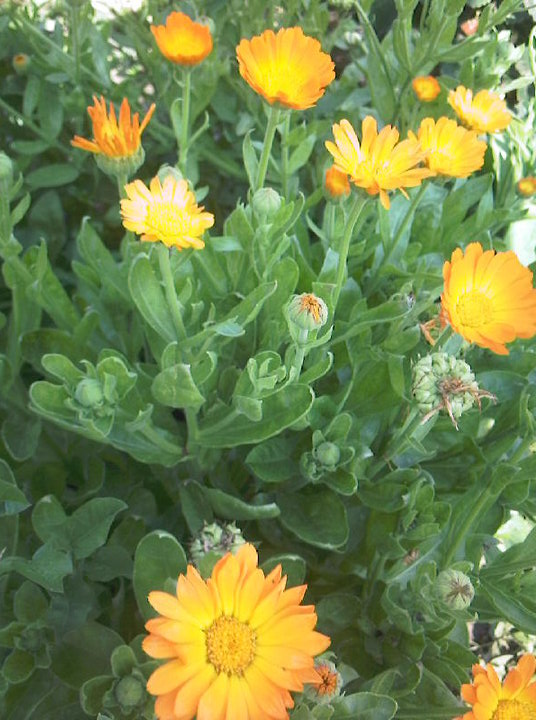
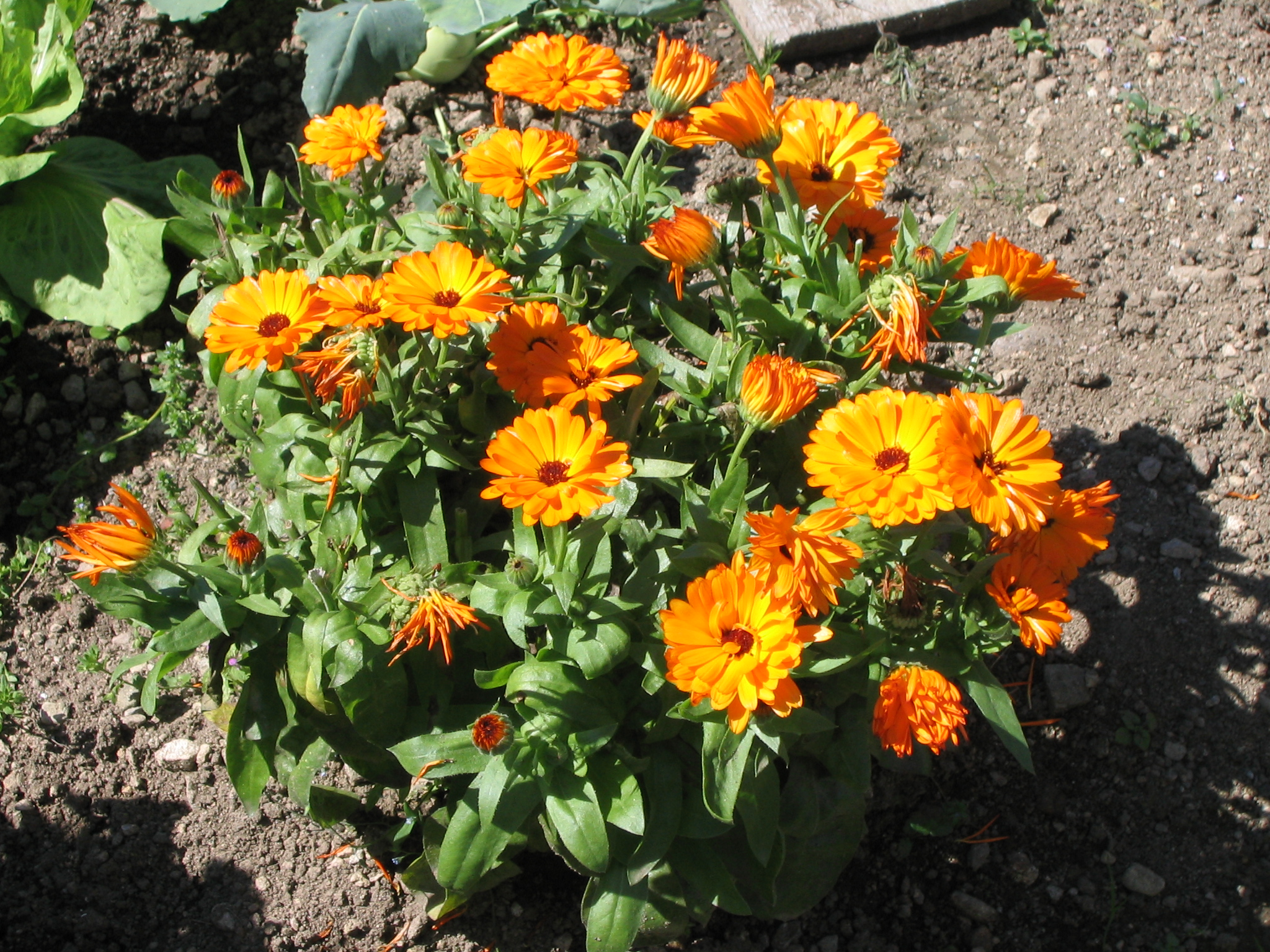
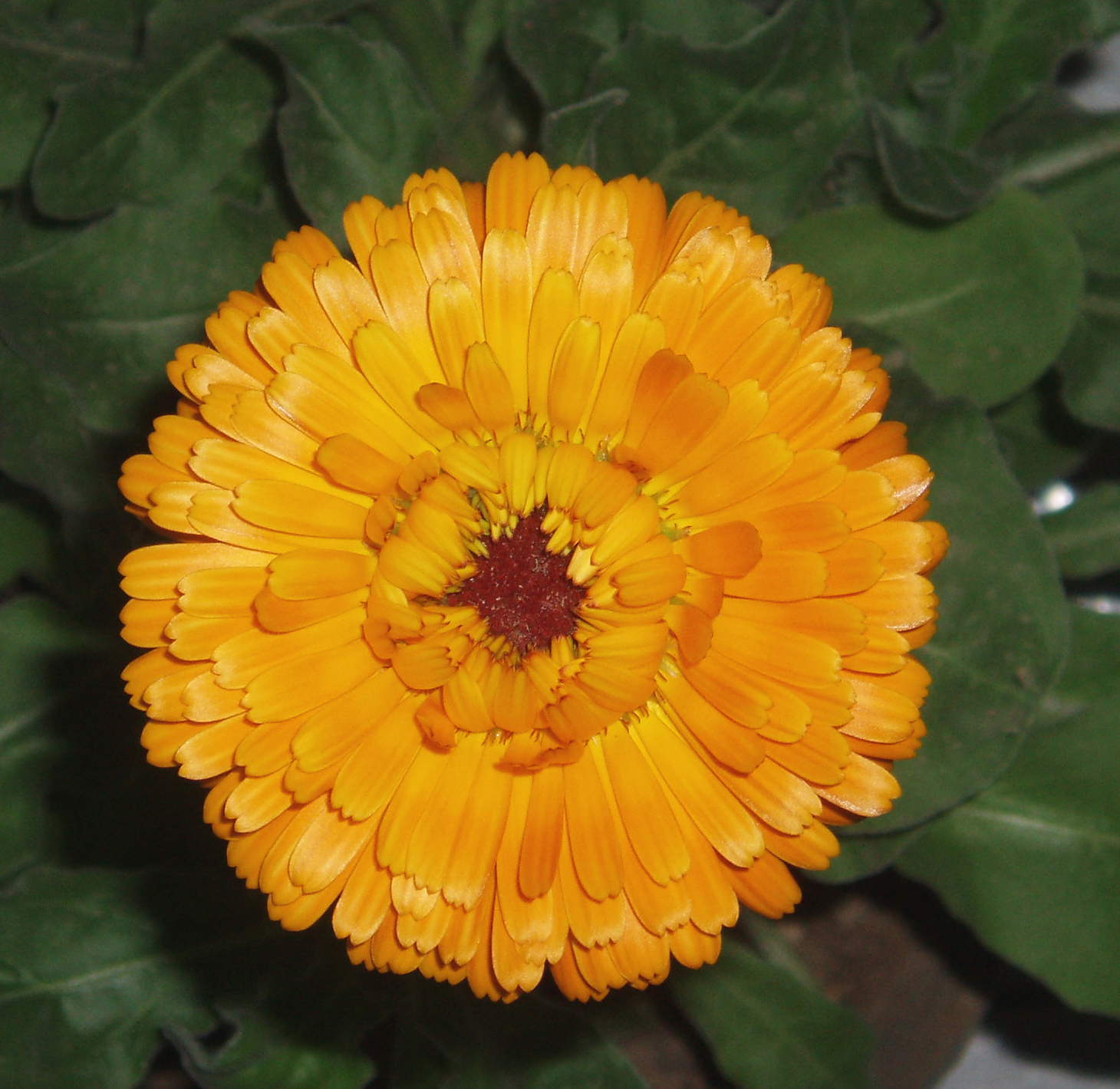
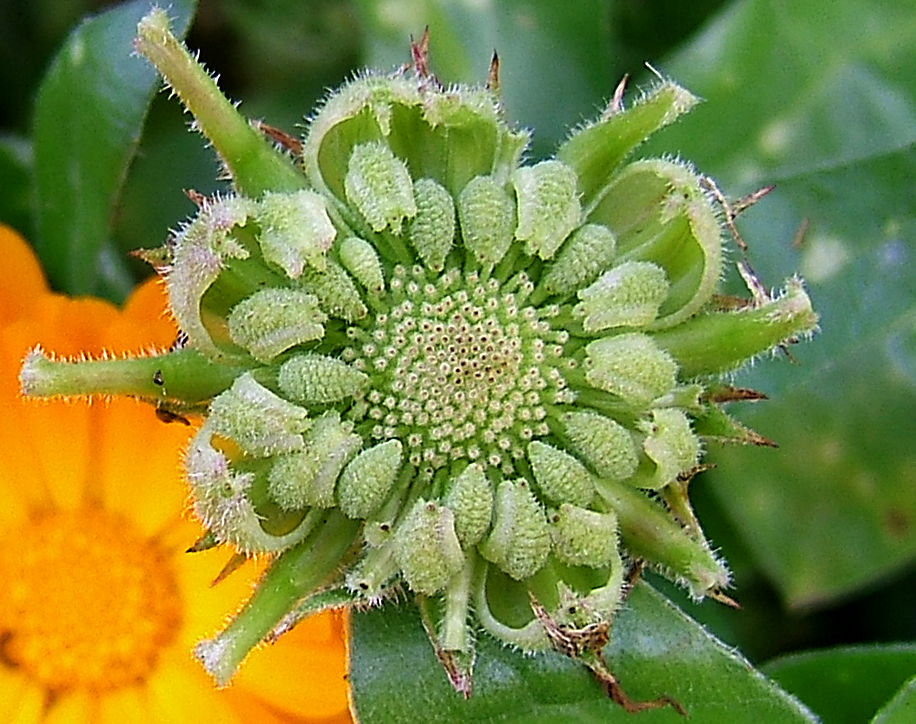